# Coryphagrion grandis
Coryphagrion grandis là loài chuồn chuồn trong họ Pseudostigmatidae. Loài này được Morton mô tả khoa học đầu tiên năm 1924.